# Vicente Filisola

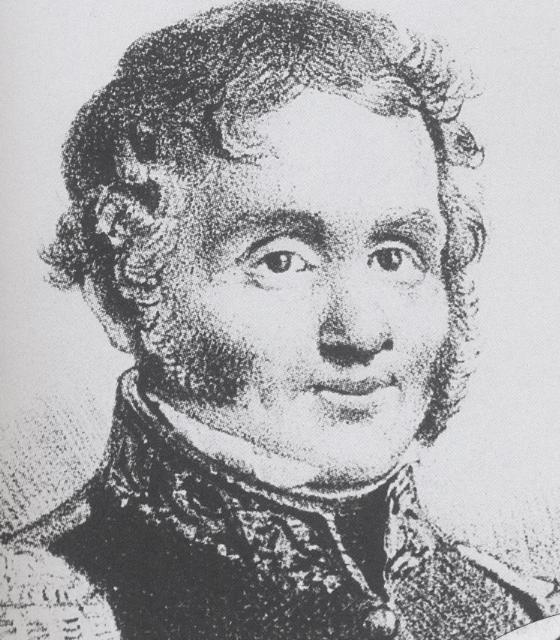
Vicente Filisola

Vicente Filisola (Rivello, Koninkrijk Napels, 1789 - Mexico-Stad, 23 juli 1850) was eerst militair in het leger van Spanje. Later heeft hij ook gediend voor Mexico.
Filisola werd geboren Vincenzo Filizzola in Koninkrijk Napels, maar verhuisde op jonge leeftijd naar Spanje en schijnt zichzelf altijd eerder als Spaans dan als Italiaans te hebben beschouwd. In 1804 nam hij dienst in het Spaanse leger en vocht in de napoleontische oorlogen. In 1811 werd hij uitgezonden naar Nieuw-Spanje om daar tegen de onafhankelijkheid van Mexico te vechten. Deze Mexicaanse Onafhankelijkheidsoorlog leidde tot de onafhankelijkheid van Mexico. Hij klom op tot kapitein en raakte bevriend met generaal Agustín de Iturbide. Toen deze in 1820 met de rebel Vicente Guerrero het plan van Iguala tekende. Iturbide en Filisola liepen over naar de Mexicaanse onafhankelijkheidsstrijders.
Na de onafhankelijkheid Mexico benoemde Iturbide Filisola tot brigadier-generaal en stuurde hem naar Centraal-Amerika om de troepen van Gabino Gaínza te steunen, die poogden Centraal-Amerika in het Mexicaanse keizerrijk te incorporeren. Daar vocht Filisola ook tegen de liberalen, die van Centraal-Amerika een onafhankelijke federatie, zoals de Verenigde Staten, poogden te maken. Vooral in El Salvador bestond een hevig verzet tegen Mexico, maar Filisola wist te zegevieren en op 9 februari 1823 werden de Salvadoranen op de knieën gedwongen. Een maand later werd Iturbide in Mexico tot aftreden gedwongen en de nieuwe tijdelijke regering stond het Centraal-Amerika toe haar eigen gang te gaan. Op 1 juli werden dan ook de Verenigde Staten van Centraal-Amerika uitgeroepen. Filisola maakte van de gelegenheid gebruik en werd tot eerste staatshoofd benoemd, maar werd op 10 juli afgelost door een triumviraat van liberale Centraal-Amerikaanse notabelen onder leiding van Pedro Molina en keerde hij terug naar Mexico.
Ook na de val van Iturbide kon Filisola hoge posities in het Mexicaanse leger blijven bekleden. In 1833 werd hij tot militair bevelhebber van het noordoostelijk grensgebied benoemd, belast met het toezicht op de Amerikaanse kolonisten in Texas. Tijdens de Texaanse Revolutie, de oorlog door de republiek Texas voor de onafhankelijk van Mexico, diende Filisola onder president de Santa Anna als tweede man van het Mexicaanse leger. Filisola vocht in onder andere de slag om de Alamo en in Goliad. Na de nederlaag en de arrestatie van de Santa Anna tijdens de slag bij San Jacinto was hij een van de ondertekenaars van het verdrag van Velasco en leidde hij de terugtrekking van de Mexicanen uit Texas. Hij kreeg de opdracht van de nieuwe president José Justo Corro Texas te heroveren, maar kwam niet verder dan Matamoros. Daar keerde hij terug naar Saltillo. Hij werd wegens desertie voor een krijgsraad gedaagd, maar in 1841 vrijgesproken.
Tijdens de Mexicaans-Amerikaanse Oorlog had Filisola het bevel over twee Mexicaanse divisies. Hij overleed twee jaar na die oorlog aan de cholera.